# 圣洛克堂 (里斯本)
里斯本圣洛克堂 （Igreja de São Roque）是葡萄牙第一座耶稣会教堂，世界上最早的耶稣会教堂之一。它曾作为耶稣会在葡萄牙的总部200多年，直到耶稣会被逐出葡萄牙。在1755年里斯本大地震中，圣洛克堂是里斯本少数在地震中幸存建筑之一。地震后，该堂划归被震毁的慈善机构 Santa Casa da Misericórdia，直到今日。
该堂内部有许多小堂，大部分为17世纪初巴洛克风格。最著名的小堂是18世纪的圣若翰洗者小堂（Capela de São João Baptista），在罗马用许多贵重的石料建成，然后拆卸、运输，到此再重新安装，据说这是当时欧洲最昂贵的一个工程。

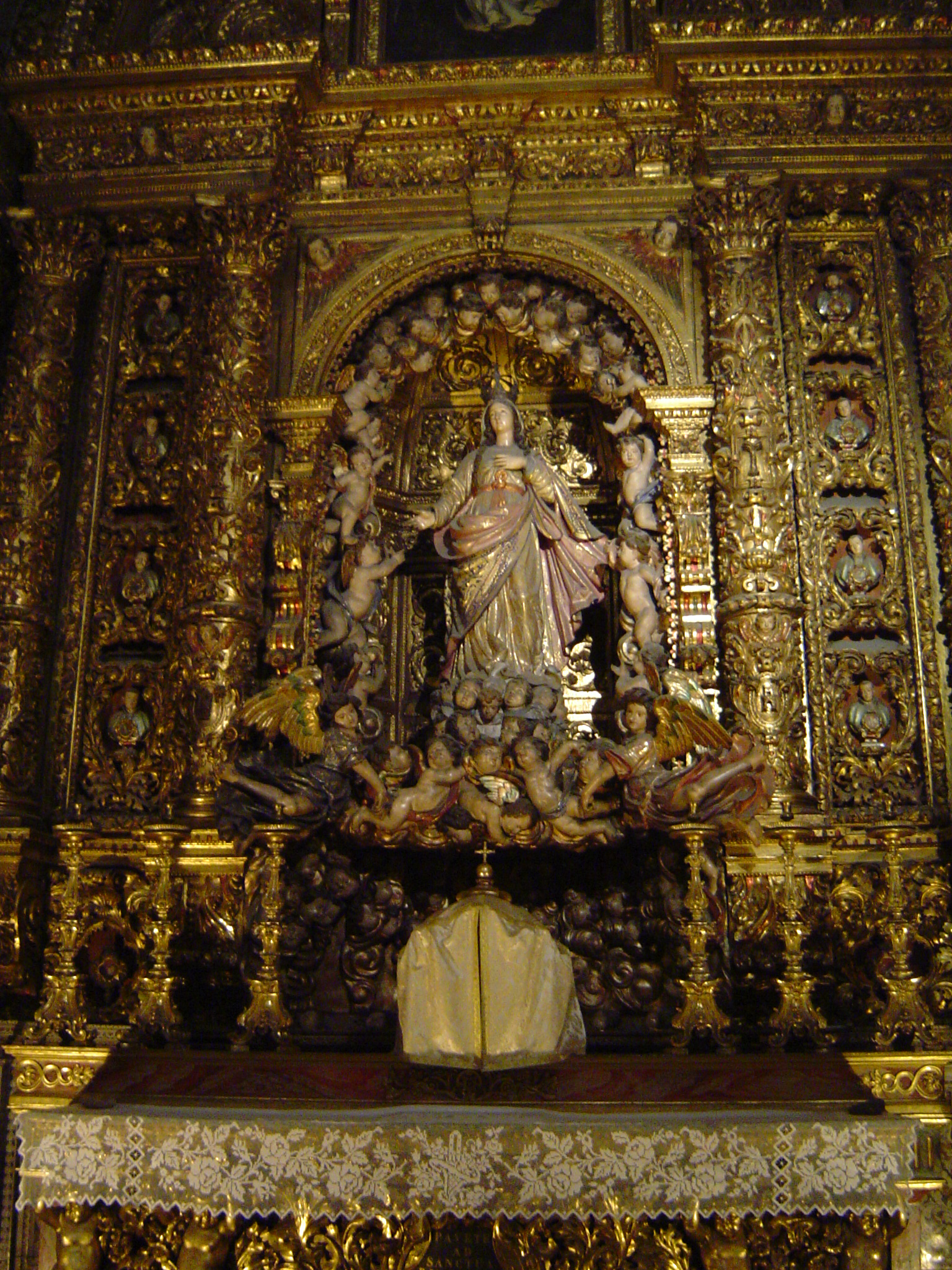
圣体小堂

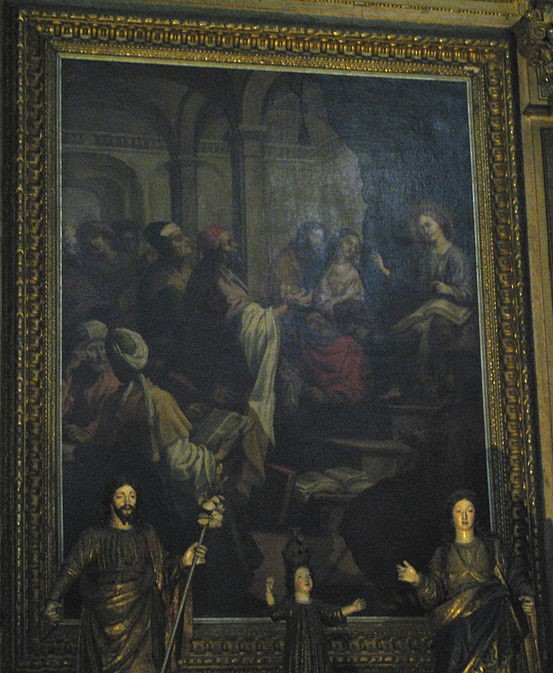
圣家小堂

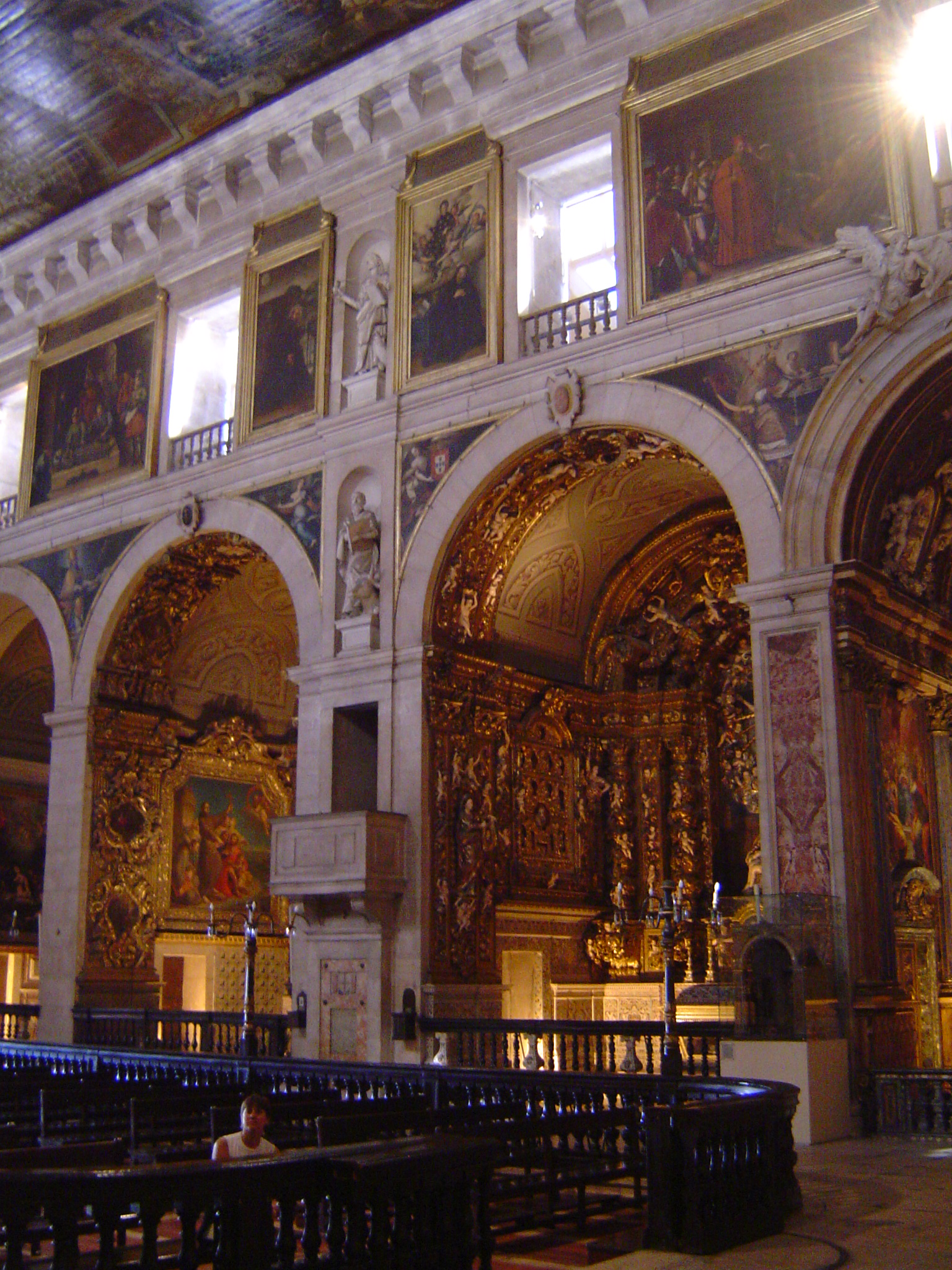
圣安多尼小堂